# Мобіті (Техас)
Мобіті (англ. Mobeetie) — місто (англ. city) в США, в окрузі Вілер штату Техас. Населення — 87 осіб (2020).

## Географія
Мобіті розташоване за координатами 35°32′1″ пн. ш. 100°26′29″ зх. д. / 35.53361° пн. ш. 100.44139° зх. д. (35.533689, -100.441319).  За даними Бюро перепису населення США в 2010 році місто мало площу 1,58 км², уся площа — суходіл.

## Демографія
Згідно з переписом 2010 року, у місті мешкала 101 особа в 48 домогосподарствах у складі 29 родин. Густота населення становила 64 особи/км².  Було 73 помешкання (46/км²).
Расовий склад населення:
| - 92,1 % — білих - 1,0 % — чорних або афроамериканців - 1,0 % — осіб інших рас |

До двох чи більше рас належало 5,9 %. Частка іспаномовних становила 5,0 % від усіх жителів.
За віковим діапазоном населення розподілялося таким чином: 23,8 % — особи молодші 18 років, 56,4 % — особи у віці 18—64 років, 19,8 % — особи у віці 65 років та старші. Медіана віку мешканця становила 42,9 року. На 100 осіб жіночої статі у місті припадало 98,0 чоловіків;  на 100 жінок у віці від 18 років та старших — 83,3 чоловіків також старших 18 років.
Середній дохід на одне домашнє господарство  становив 48 580 доларів США (медіана — 43 889), а середній дохід на одну сім'ю — 58 014 долари (медіана — 58 750). За межею бідності перебувало 16,0 % осіб, у тому числі 14,3 % дітей у віці до 18 років та 0,0 % осіб у віці 65 років та старших.
Цивільне працевлаштоване населення становило 68 осіб. Основні галузі зайнятості: освіта, охорона здоров'я та соціальна допомога — 25,0 %, сільське господарство, лісництво, риболовля — 20,6 %, транспорт — 11,8 %, фінанси, страхування та нерухомість — 11,8 %.